# The Durutti Column
The Durutti Column es una banda post-punk formada en Gran Mánchester en 1978 por el guitarrista Vini Reilly y los fundadores de Factory Records, Tony Wilson y Alan Erasmus. La banda estuvo siempre asociada con Factory, siendo una de las primeras agrupaciones que firmaron con ésta y su jefe y fundador, Wilson, quien fuera su representante durante muchos años. 
El estilo de la banda integra elementos de jazz, folk, música clásica y rock, siempre sustentados por el sonido singular y característico de la guitarra de Reilly.
Vini Reilly ha sido el único miembro permanente del grupo, desempeñando como guitarrista, pianista ocasional y, casi siempre, cantante. Desde los años 1980, la banda está integrada por Bruce Mitchell en batería. Otros miembros actuales son Keir Stewart, en bajo, teclados y armónica, y Poppy Morgan, en piano.

## Historia

### 1978 - 1979: Primeros años
En 1978, Tony Wilson y Alan Erasmus, quienes iban a fundar el sello Factory Records, llamaron al baterista Chris Joyce y al guitarrista Dave Rowbotham, ambos de la banda punk Fast Breeder, para que ambos formen una banda, y adicionando luego al cantante Phil Rainford, al guitarrista Vini Reilly (ex-Ed Banger and the Nosebleeds), al bajista Tony Bowers (de Alberto Y Lost Trios Paranoias) y a Phil Rainford en voz. Este último duró poco tiempo en el grupo, partiendo en julio de 1978, dedicándose luego a producir para Nico y Suns Of Arqa. Rainford fue reemplazado por Colin Sharp.
El nombre del grupo, deriva del de la columna de milicianos anarquistas durante la guerra civil española, a cuyo frente se encontraba Buenaventura Durruti, llamada Columna Durruti. Parece ser que Vini Reilly vio el nombre, con falta de ortografía incluida, en el póster de un grupo político situacionista inglés, y que no conocía la relación del nombre con España hasta que actuó en este país.
Al empezar sus actividades en Factory, la banda grabó dos canciones para un EP de varios artistas, llamado A Factory Sample. Otros artistas que grabaron en el EP fueron Joy Division y Cabaret Voltaire, además del comediante John Dowie, quienes también habían firmado recientemente con Factory. Las canciones de The Durutti Column y Joy Division fueron producidas por el aclamado productor de Mánchester Martin Hannett. 
Sin embargo, después de eso, la banda sufrió cambios abruptos. Sharp, Rowbotham, Bowers y Joyce dejaron la banda para formar The Mothmen, otra agrupación post-punk. Bowers y Joyce alcanzarían el éxito años más tarde con Simply Red.

### 1980 - 1989: La banda de Vini Reilly
Como Reilly queda solo, llama a sus excompañeros de The Nosebleeds, Toby Tomanov en la batería y Pete Crookes en el bajo, para colaborar en el primer álbum de la banda, The Return Of The Durutti Column, producido también por Martin Hannett y lanzado en 1980. 
Para la grabación del siguiente disco, entra Bruce Mitchell en la batería en reemplazo de Toby. Mitchell había tenido una trayectoria más larga, habiendo vivido la época sicodélica de los años sesenta y setenta, y siendo miembro de Greasy Bear y Alberto Y Lost Trios Paranoias. Mitchell también participó en A Factory Sample, tocando batería para John Dowie.

### 1990 - 1999: El fin de Factory Records y nuevos pasos
En noviembre de 1991, Dave Rowbotham, miembro fundador de la banda, es encontrado muerto en su apartamento en Burnage, Mánchester. Había sido asesinado a golpes de hacha. Un año después, la banda Happy Mondays lanzó su álbum Yes Please!, que contenía una canción en homenaje a él, "Cowboy Dave".

### 2000-presente
En 2007, fallece Tony Wilson, mánager de The Durutti Column durante muchos años. Wilson tenía cáncer y Reilly fue uno de los últimos en verlo con vida.
En septiembre de 2009, Colin Sharp, cantante de The Durutti Column durante la grabación de A Factory Sample y luego actor, profesor y escritor, fallece producto de una hemorragia cerebral. Sharp había destacado desde 2007 por escribir un libro titulado Who Killed Martin Hannett? The Story of Factory Records' Musical Magician, que explicaba la vida del aclamado productor Martin Hannett, de quien era amigo cercano.
El 24 de enero de 2010 Diciembre de 2009[cita requerida] publicaron un disco doble en homenaje a Tony Wilson, fundador de Factory Records, al que titularon A Paean To Wilson.

"The Durutti Column was Tony Wilson's baby. We were the first act signed up to his Factory club night and the first band signed to Factory Records."
The Durruti Column era el bebé de Tony Wilson. Fuimos los primeros en actuar en su club Factory y la primera banda en firmar con Factory Records.
Vini Reilly

## Discografía
Las posiciones en las listas indicadas a continuación de cada álbum pertenecen a la lista británica de música indie.

### Grabaciones principales
- The Return of the Durutti Column (Factory FACT 14, 1980 - cubierta original del LP confeccionada en papel de lija - la edición en CD de 1996 lista las canciones de forma incorrecta y no incluye un track de la edición original en LP) (n.º 7)
- LC (Factory FACT 44, 1981) (nº12)
- Deux Triangles EP (Factory Benelux FBN10, 1982)
- Another Setting (Factory FACT 74, 1983 - todas las ediciones en CD listan los temas de forma incorrecta) (n.º 4)
- Amigos Em Portugal (Fundação Atlântica, 1983 - reeditado en CD en 2005 por Kooky) (nº11)
- Without Mercy (Factory FACT 84, 1984) (n.º 8)
- Say What You Mean, Mean What You Say EP (Factory FAC 114, 1985 - incluido junto a la edición en CD de Without Mercy) (n.º 5)
- Circuses and Bread (Factory Benelux FACD 154, 1986 - reeditado en 1993 por Les Disques Du Crepuscule, con nuevo diseño de tapa y titulado "Bread and Circuses") (nº11)
- The City of Our Lady (Factory Fac 184/A, 1986) con Debi Diamond (#46)
- The Guitar and Other Machines (Factory FACT 204, 1987 - también disponible como la primera cinta de audio pregrabada que fue lanzada comercialmente) (nº13)
- Vini Reilly (Factory FACT 244, 1989) (n.º 5)
- Obey the Time (Factory FACT 274, 1990)
- Sex and Death (Factory Too/London, 1994)
- Fidelity (Les Disques Du Crepuscule, 1996)
- Time was Gigantic ... When we Were Kids (Factory Too/London, 1998)
- Rebellion (Artful, 2001)
- Someone Else's Party (Artful, 2003)
- Tempus Fugit (Kooky, 2004)
- Keep Breathing (Artful, 2006)
- Idiot Savants (Artful, 2007)
- A Paean To Wilson (2010)
- Chronicle (2011)
- Short Stories For Pauline (2012)

### Grabaciones secundarias
- The Sporadic Recordings (TTTTTTTTT CD, 1989 - maquetas y material inédito acreditados a nombre de Vini Reilly, no de Durutti Column)
- Dry (Materiali Sonori, 1991 - colección de material de mediados y fines de la década de 1980 sin edición previa)
- Red Shoes (Materiali Sonori, 1992 - colección que incluye material de mediados de la década de 1980 sin edición previa, más el EP Greetings Three)
- Return of the Sporadic Recordings (Kooky, 2002 - CD doble - reedición del título Sporadic con un nuevo disco que contiene material sin edición previa)
- Heaven Sent (It was called digital. It was Heaven sent) (F4, 2005 - seis temas, disponible únicamente como descarga)
- Sporadic Three (Kooky, 2007 - CD con rarezas y material sin edición previa)

### Grabaciones en vivo
- Live At The Venue (VU, 1983 - grabado en Gran Bretaña, 1983 - edición original en vinilo limitada a 4.000 copias - reeditado en CD en 2004)
- Domo Arigato (live) (Factory FACT 144, 1985 - grabado en Japón 4/85 - única edición pop en disco compacto)
- One Night In New York (US ROIR - editado únicamente en casete en 1987, reeditado en CD en 1993 - CD reeditado en 1999 y retitulado "A Night In New York" con tema extra)
- Live in Bruxelles 13 August 1981 (LTM CD 2008, incluye una entrevista en radio a Vini Reilly)

### Recopilaciones
- Valuable Passages (Factory FACT 164 para Gran Bretaña/Relativity para Estados Unidos, 1986 - doble LP, CD sencillo)
- The First Four Albums (Factory, 1988 - set de 4 CD que contiene Return Of, LC, Another Setting y Without Mercy/Say What You Mean... - El disco de Return Of contiene los temas del LP original en el orden correcto)
- Lips That Would Kiss (Factory Benelux CD, 1991 - compilado que incluye un sencillo de principios de la década de 1980 y temas con material sin edición previa)
- The Best Of The Durutti Column (WEA para Gran Bretaña, 2004 - CD doble)
- A Factory Sample recopilado de varios artistas (1978)